# Morpho's
De Morpho's (Morphini) zijn een geslachtengroep van vlinders in de onderfamilie Satyrinae van de familie Nymphalidae. De groep werd voorheen ook wel als een aparte familie Morphidae beschouwd, en daarnaast ook wel als een onderfamilie van de Nymphalidae, waarbij de positie doorgaans die van zustergroep van de onderfamilie Satyrinae was. Problemen om de groep te plaatsen hadden deels te maken met de grote diversiteit van de groep Satyrinae en de daarmee gerelateerde problemen om daarvoor een solide stamboom vast te stellen. Moleculair werk, uitgevoerd door een groep specialisten, waarvan de resultaten in 2006 en 2011 werden gepubliceerd, biedt sterke aanwijzingen dat de traditionele opvatting van de Morphinae sensu lato (Morphini, Brassolini en Amathusiini) niet langer houdbaar is en dat deze groepen als onderdeel van een Satyroide clade moesten worden beschouwd. De moderne opvatting is dus dat de drie geslachtengroepen die voorheen de onderfamilie Morphinae vormden, als aparte geslachtengroepen in de onderfamilie Satyrinae moeten worden geplaatst, waarbij de Morphini sensu stricto en de Brassolini samen een Neotropische clade vormen.
De Morphini komen exclusief voor in de Nieuwe Wereld, met het zwaartepunt in het Neotropisch gebied.

## Subtribus en geslachten

### Morphina
Morphina
- Morpho Fabricius, 1807
  - = Potamis Hübner, 1807
  - = Brassolis Illiger, 1807 (suppr.) non Brassolis Fabricius, 1807
  - = Megamede Hübner, 1819
  - = Leonte Hübner, 1819
  - = Heliornis Billberg, 1820 non Heliornis Bonnaterre, 1791 (Aves)
  - = Iphimedeia Fruhstorfer, 1912
  - = Iphixibia Le Moult & Réal, 1962
  - = Cytheritis Le Moult & Réal, 1962
  - = Zeuxidion Le Moult & Réal, 1962 (nomen nudum)
  - = Balachowskyna Le Moult & Réal, 1962
  - = Cypritis Le Moult & Réal, 1962
  - = Pessonia Le Moult & Réal, 1962
  - = Grasseia Le Moult & Réal, 1962
  - = Schwartzia Blandin, 1988

### Antirrheina
Antirrheina
- Antirrhea Hübner, 1822
  - = Anchyphlebia Butler, 1868
  - = Anchiphlebia Butler, 1868
  - = Antirrhaea Boisduval, 1870
  - = Sinarista Weymer, 1909
  - = Triteleuta Strand, 1912
- Caerois Hübner, 1819
  - = Arpidea Duncan, 1837
  - = Hames Westwood, 1851 (nom. inval.)
  - = Caerous Herrich-Schäffer, 1865

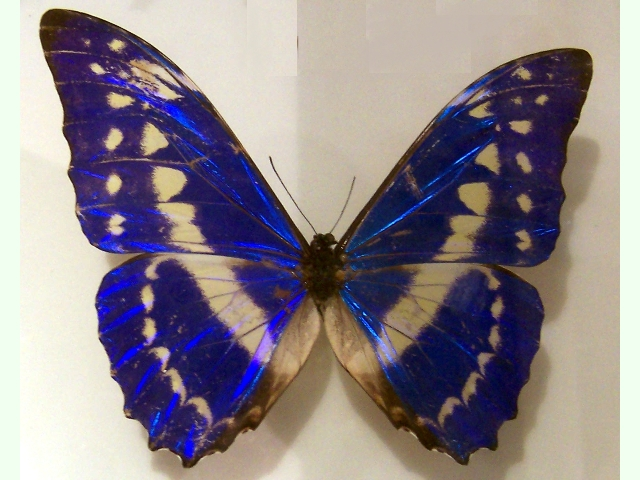
Morpho cypris
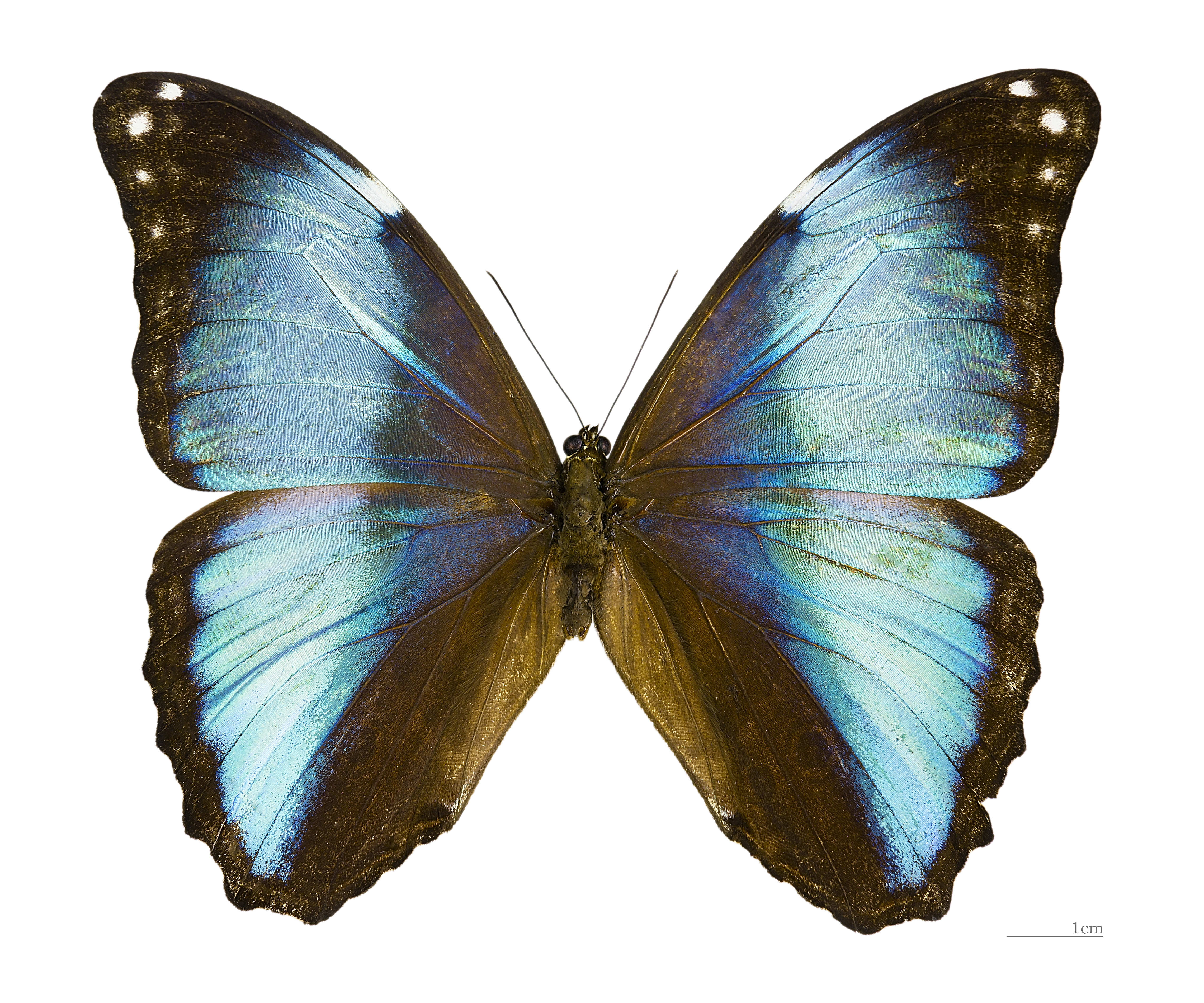
Morpho deidamia
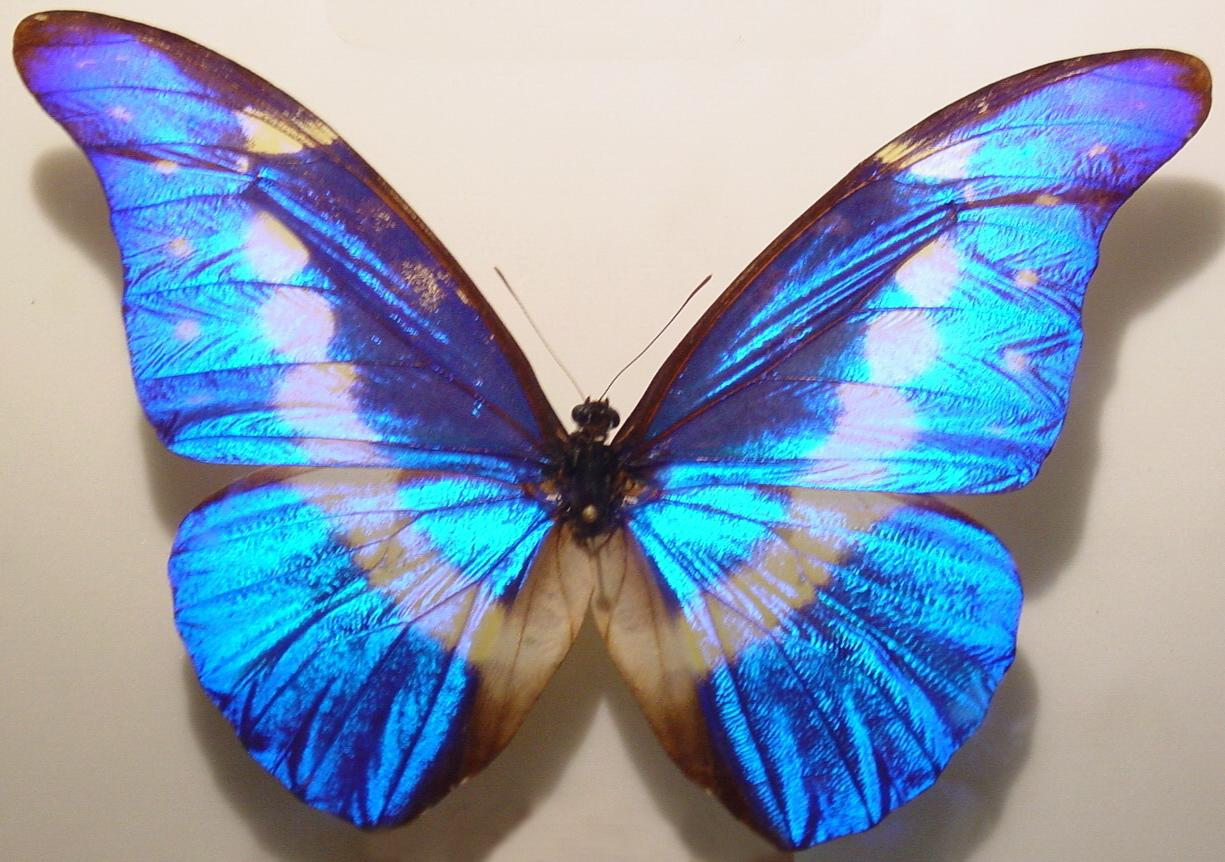
Morpho helena
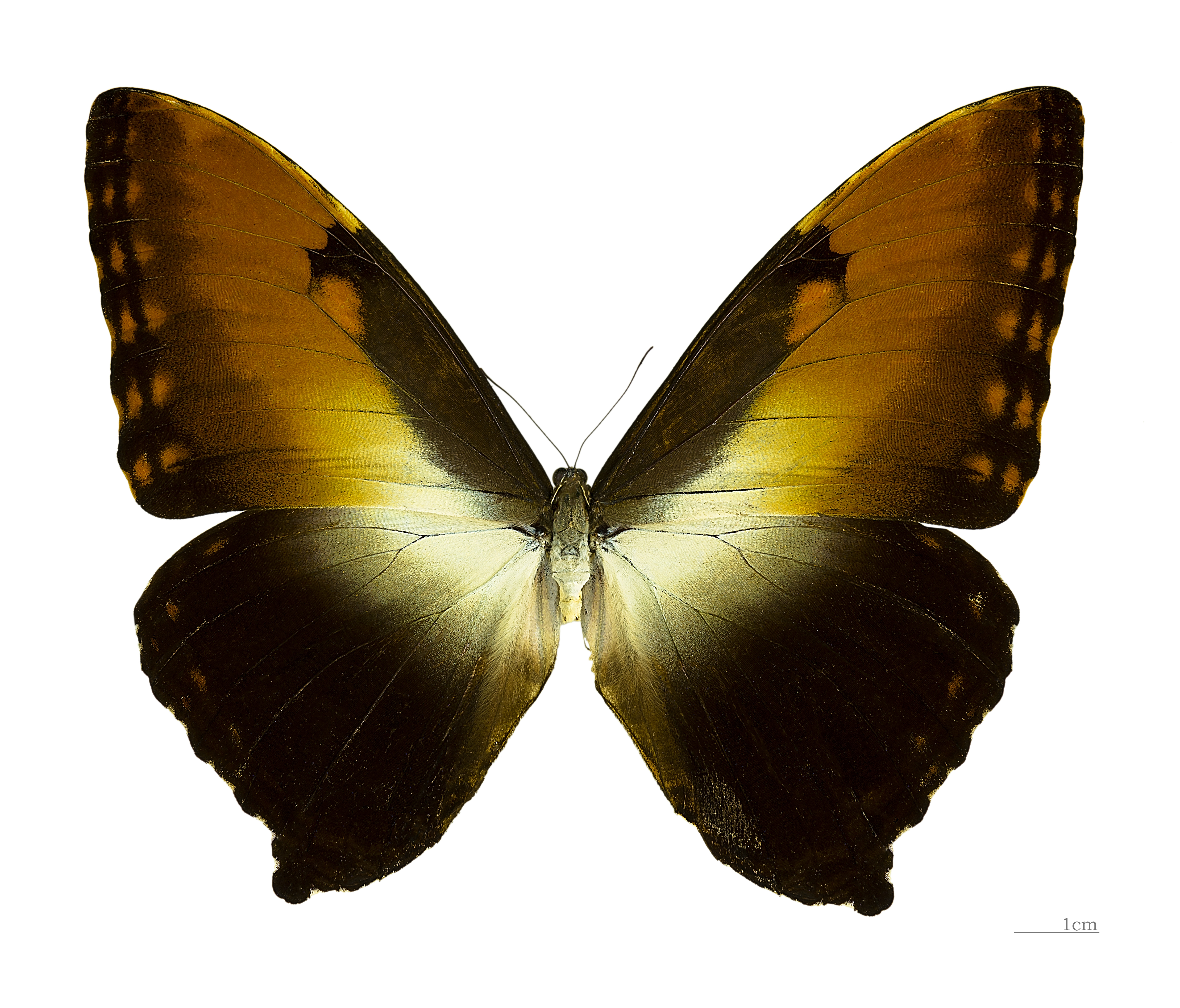
Morpho hecuba
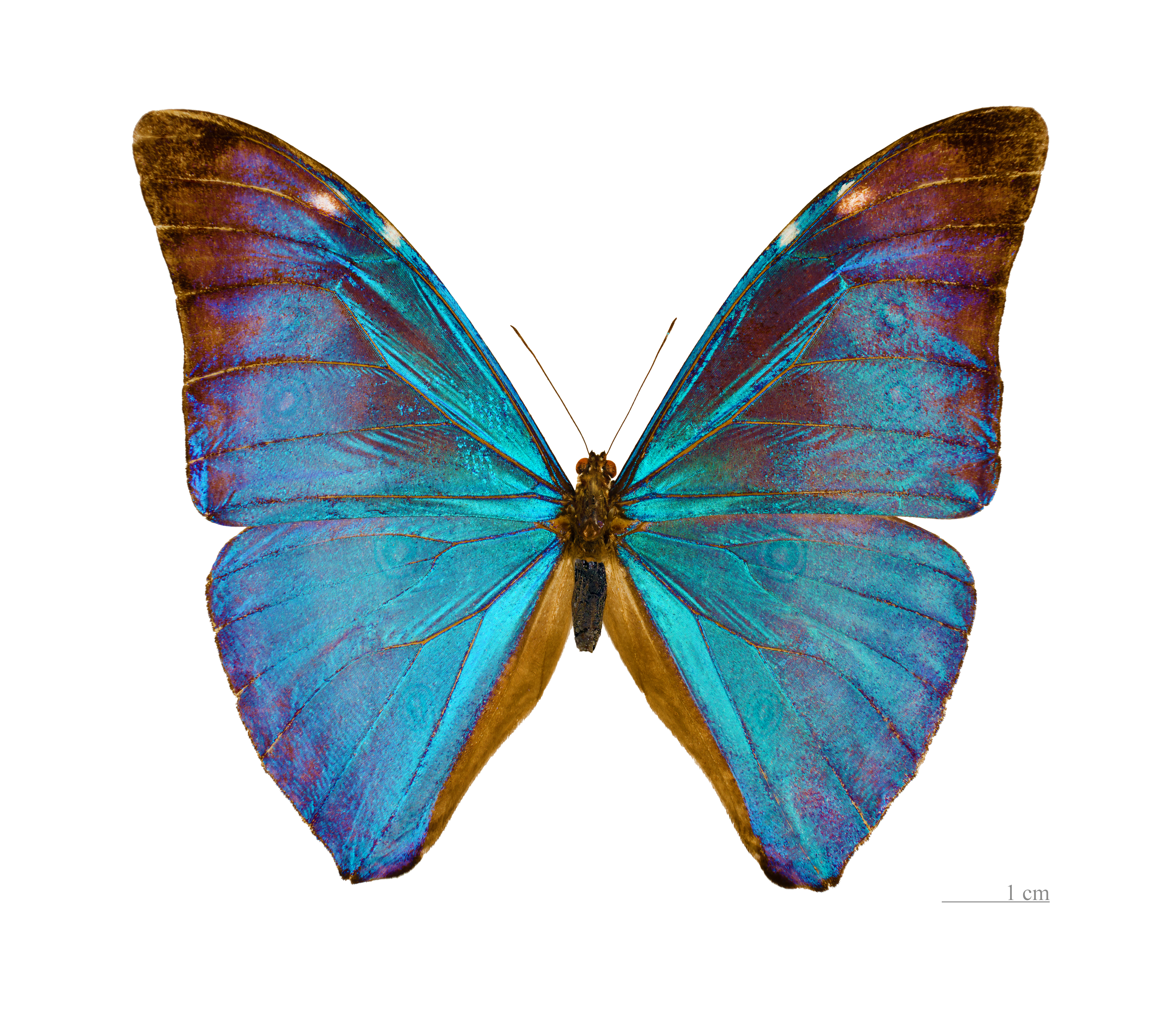
Morpho marcus
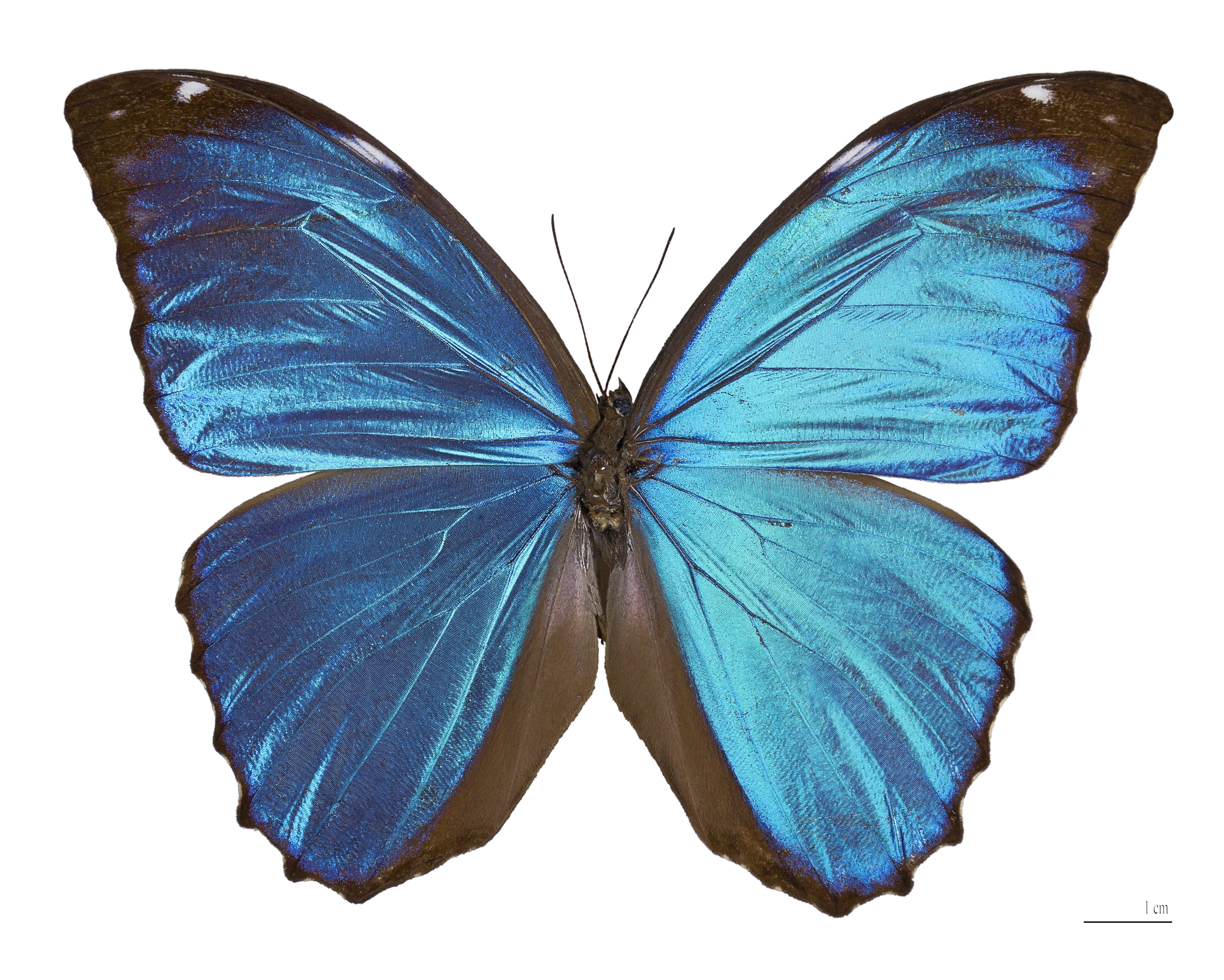
Morpho menelaus
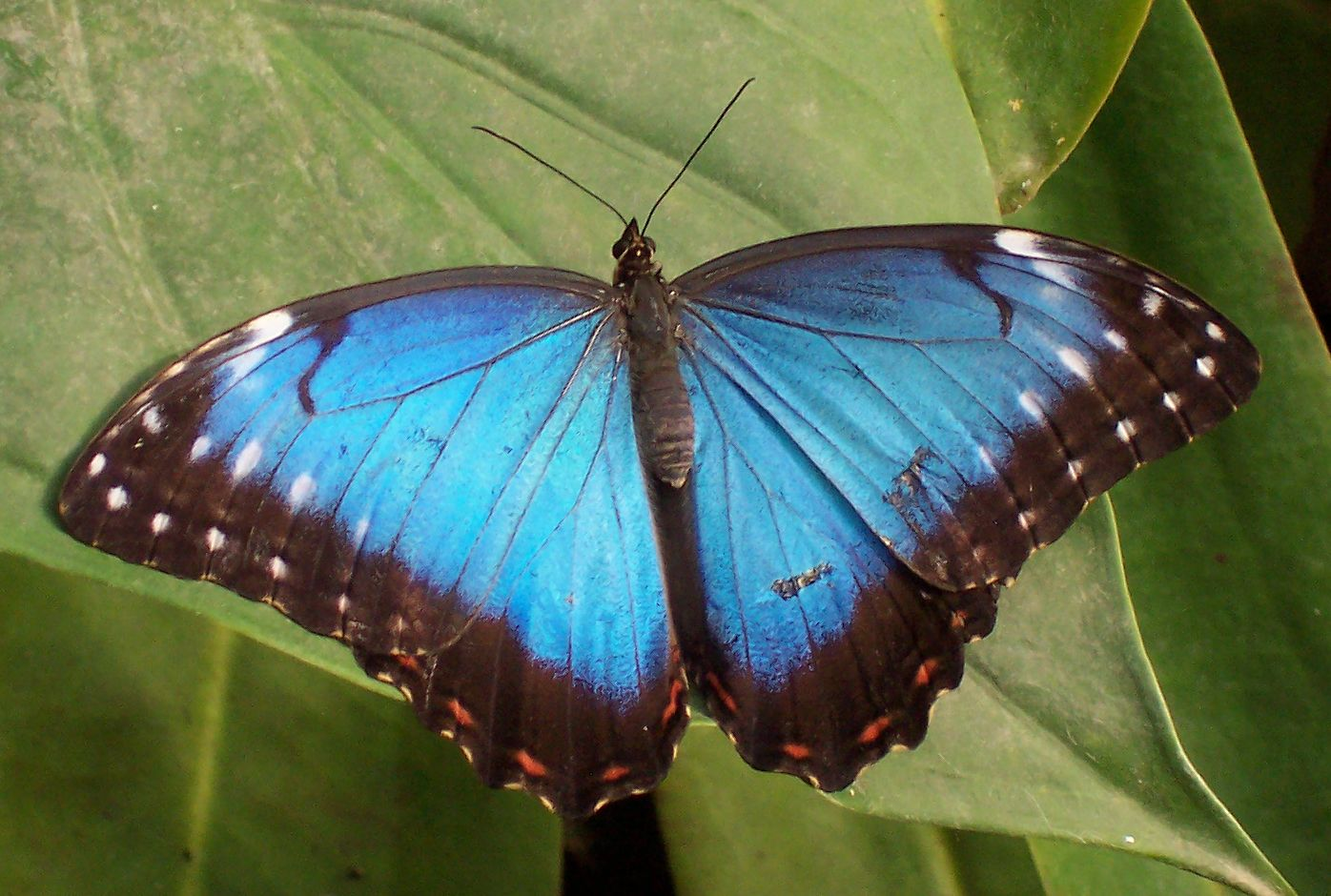
Morpho peleides
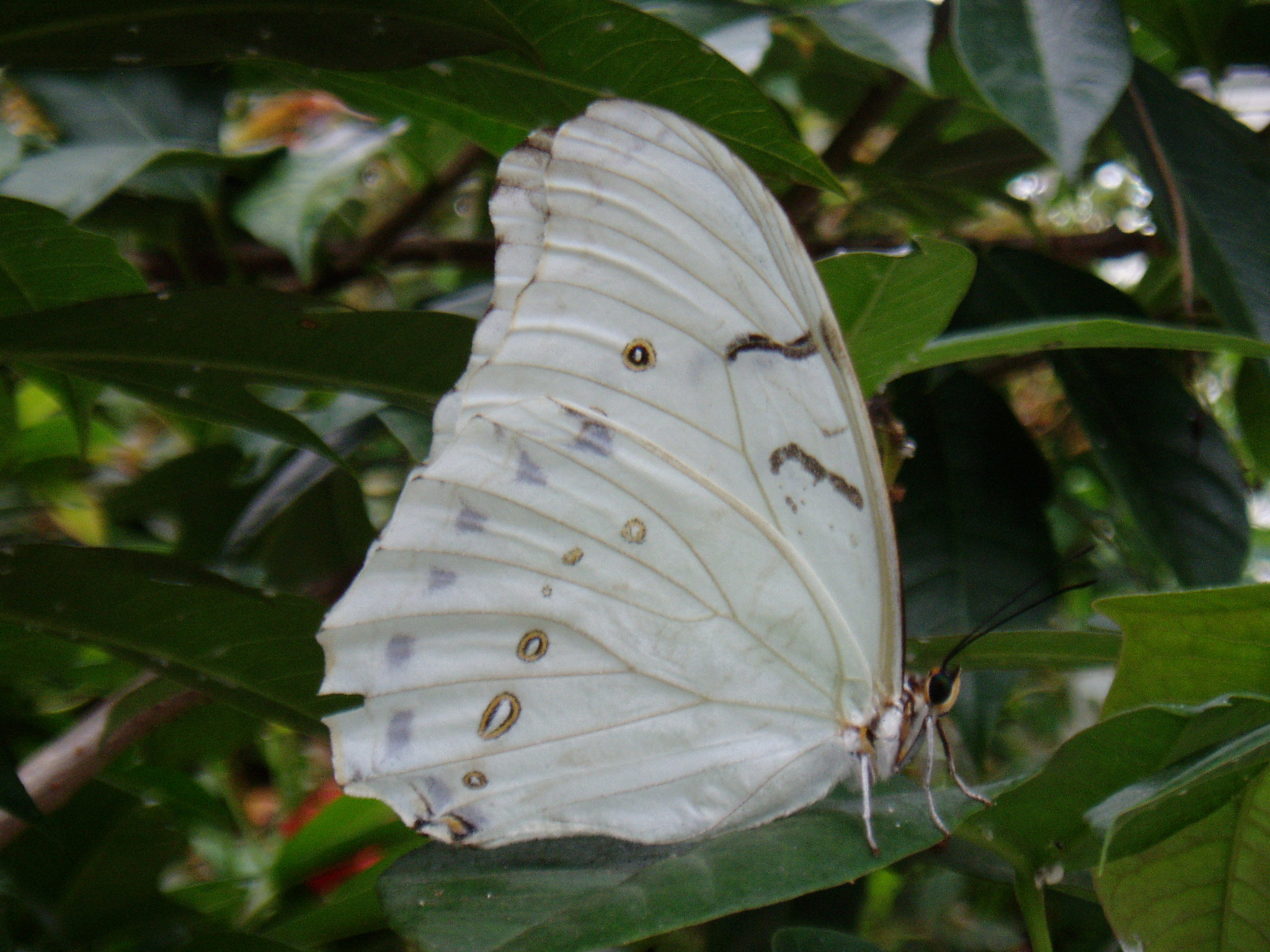
Morpho polyphemus
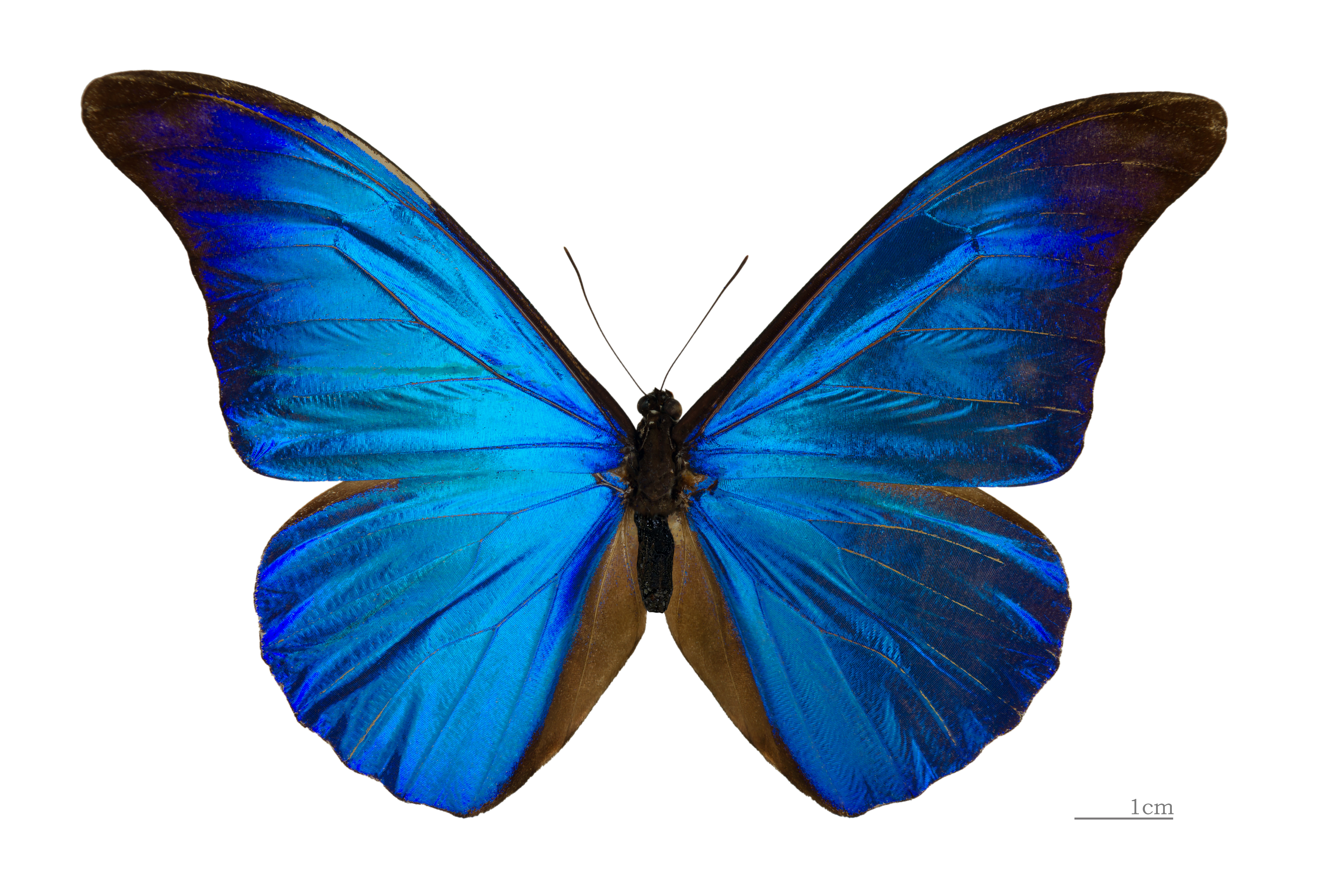
Morpho rhetenor
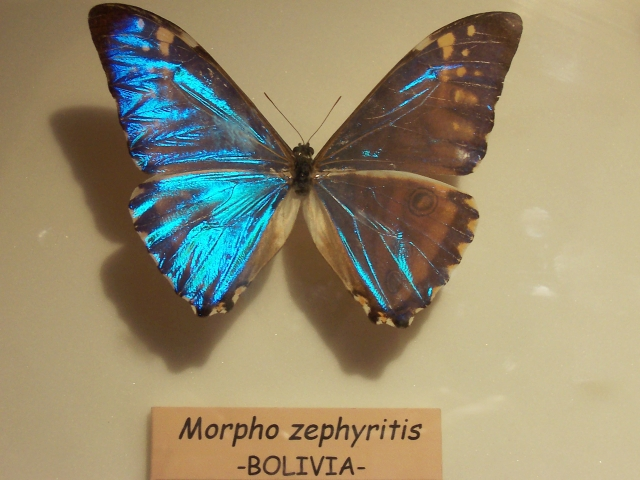
Morpho zephyritis